# 1865 au Nouveau-Brunswick
Chronologie du Nouveau-Brunswick
- 1861
- 1862
- 1863
- 1864
- 1865
- 1866
- 1867
- 1868
- 1869

Cette page concerne des événements d'actualité qui se sont produits durant l'année 1865 dans la colonie du Nouveau-Brunswick.

## Événements
- 21 septembre : Albert James Smith succède à Samuel Leonard Tilley comme premier ministre du Nouveau-Brunswick.
- Octobre : fondation du journal le Saint Croix Courier.

## Naissances
- 12 janvier : William Bunting Snowball, député.
- 8 mai : Benjamin Franklin Smith, député, ministre et sénateur.
- 13 mai : William Allain, député.
- 1er octobre : William George Clark, lieutenant-gouverneur du Nouveau-Brunswick.